# Heaven & Hell (album Ave Max)
Heaven & Hell debitantski je studijski album američke pjevačice Ave Max. Album je 18. rujna 2020. godine objavila diskografska kuća Atlantic Records. Pjesme s albuma snimane su u periodu od 2018. do 2020. godine, a Max ih je snimila i napisala s mnogo tekstopisaca i producenata, nekima od kojih su Cirkut, RedOne, Charlie Puth i Bonnie McKee. 
Glazbeno, Heaven & Hell je pop, dance-pop i electropop album, koji je podijeljen na dvije strane; prva strana sadrži vedre melodije, dok su na drugoj mračnije melodije. Heaven & Hell uglavnom je sjajno prihvaćen i od publike i kritičara, koji su ishvalili melodije i Maxine vokalne sposobnosti, no kritizirali tekst i manjak originalnosti. Album je dostigao drugo mjesto na engleskim glazbenim ljestvicama, a na Billboard 200 ljestvici 27. mjesto.

## Pozadina i razvoj
Nakon objave pjesme "Sweet but Psycho" u kolovozu 2018. godine, Max je krenula na svjetsku turneju u trajanju od 40-ak dana, nakon čega se vratila u rodni grad, raditi na glazbi za tada još neimenovani debitantski album. Max je u travnju 2019. godine rekla kako planira objaviti album sredinom godine, u intervjuu s Billboard časopisom rekla je da su "neke pjesme opasnog i mračnog karaktera, dok se u nekima osjeća jako ranjivo". Snimila je preko sto pjesama za Heaven & Hell, nakon čega je provela mjeseca odlučujući koje će pjesme uključiti u album. Album je gotov početkom 2019. godine, ali je odgođen kako bi se neke pjesme popravile ili izbacile.
U prosincu 2019. godine, Max je objavila kako će Heaven & Hell bitni objavljen kroz naredne mjesece. Potvrdila je kako je u procesu završavanja, ali kako je odgodila objavu zbog pandemije COVIDA-19. Kada su je pitali o albumu nakon objave singla "Kings & Queens", rekla je kako prijašnje objavljeni singlovi, osim "Sweet but Psycho" neće biti na albumu. Singlovi"So Am I", "Salt" i "Torn" su ipak dospjeli na popis pjesama, zbog brojnih zahtjeva obožavatelja. Također je odlučila uključiti uvodnu pjesmu "Heaven" početkom 2020. godine, kao i rearanžirati svaku pjesmu s albuma prema svom instinktu.

## Produkcija i dizajn
Heaven & Hell je mješavina žanrova kao što su pop, dance-pop, i electropop, s tekstovnim temama kao što su ljubav, feminizam, i osjetljivost. Max je inzistirala da album bude veselog karatkera, kako bi se izbjegao kohezivnost, i kako ne bi svaka pjesma zvučala isto. Opisala je neke pjesme kao "vrlo snažne i osnažujuće", dok je o drugima rekla da su "malo previše emocionalne.". Max je odbila ikakve balade za album, jer je osjećala da bi tako trebala dodati barem četiri balade, zbog čega bi trebala maknuti dance pjesme. Producenti Cirkut, RedOne, Charlie Puth i Bonnie McKee bili su uključeni u produkciju albuma. Album je podijeljen na dvije strane; Strana A: Raj, i Strana B: Pakao. Na prvoj strani nalaze se vedre i energične pjesme, dok su na drugoj strani nešto mračnije pjesme. Max je prvo zamislila koncept album prije nastupa na MTV Video Music Awards 2019. godine, nakon što je naslov albuma ubacila u svoju pjesmu "Torn", koju je kasnije zamislila kao pjesmu koja predstavlja "čistilište" na albumu Heaven & Hell.
Max je kroz privatne poruke zatražila kreativnu direktoricu Charlotte Rutherford da kreira omot za album. Rutherford dizajnirala je omot na kojem se nalazi zrcalna slika Maxove asimetrične plave i narančaste kose u dvije različite boje. Max je objasnila kako je htjela da omot bude "prilično jednostavan" pošto joj se nisu svidjele lude ideje koje je imala. Stražnja strana i knjižica od 12 strana sadrže fotografije koje jasno prikazuju raj kao mjesto u svemiru, dok je pakao mjesto na zemlji, što prezentira Maxin "osobni svijet". U vizuale albuma ugrađena je tematska paleta narančaste i plave boje, koje je izabrala sama Max.

## Promocija
Max je objavila datum objave i ime albuma Heaven & Hell 29. srpnja 2020. godine, a sutradan singl "Who's Laughing Now". Promotivna turneja za album bila je planirana od rujna do listopada 2020. godine u SAD-u, ali otkazana je zbog pandemije. Proslava objave održala se 25. rujna 2020. virtualno u igri Roblox, što je uključivalo "pitanja i odgovore" s Max, interaktivni koncert i prodaju suvenira. Tijekom proslave, Max se pojavila na velikom letećem platnu kako bi pričala o albumu, prije samog nastupa iza pozadine koja je prikazivala treptajuća svijetla i vatromet, koji su pozadinu preobrazili u animirani pakao. Preko 1,156,000 igrača pojavilo se na proslavi, što je Robloxu dalo poticaj da i ubuduće organiziraju takve proslave. Max je u listopadu 2020. godine objavila kako se deluxe izdanje za album planira objaviti krajem godine, te kako je u procesu završavanja.

### Singlovi
"Sweet but Psycho" objavljena je kao prvi singl s albuma 18. kolovoza 2018. godine. Pjesma je proslavila Max, te je dostigla prvo mjesto u čak 22 države, i deseto mjesto na Billboard Hot 100 ljestvici. "So Am I" objavljena je 7. ožujka 2019. godine. Pjesma je dostigla prvo mjesto na poljskim glazbenim ljestvicama, a zauzela je mjesto u prvih 10 u 14 država. "Torn" je objavljena 19. kolovoza 2019. godine koja se probila u prvih 10 u Latviji, Poljskoj, Slovačkoj, i Sloveniji. "Salt" je objavljena kao četvrti singl 12. prosinca 2019. godine. Pjesma je službena objavljena nakon što je dostigla velik broj slušanja na SoundCloudu, na čemu je objavljena bez marketinga ili promocije. Dostigla je prvo mjesto u Poljskoj, a prvih 10 u Austriji, Finskoj, Njemačkoj, Norveškoj, Rusiji, Ukrajini, i Švicarskoj.
"Kings & Queens" objavljena je 12. ožujka 2020. godine, kao peti singl s albuma. Dostigla je prvo mjesto u Poljskoj, dok je prvih 20 dostigla u Austriji, Finskoj, Njemačkoj, Norveškoj, Švicarskoj, SAD-u i UK-u. "Who's Laughing Now" objavljena je 20. srpnja 2020. godine. Dostigla je peto mjesto u Finskoj, dok je na prvo mjesto došla u Sjevernoj Makedoniji i Litvi.
Sedmi singl "OMG What's Happening" objavljen je 3. rujna 2020. godine. "My Head & My Heart" objavljena je 19. studenog 2020. godine, kao dio digitalnog reizdanja albuma.

### Druge pjesme
Glazbeni video za pjesmu "Naked" objavljen je zajedno s albumom 18. rujna 2020. godine, kojeg je režirala Hannah Lux Davis.

## Popis pjesama
| Heaven & Hell – standardno izdanje | Heaven & Hell – standardno izdanje | Heaven & Hell – standardno izdanje                                                                                         | Heaven & Hell – standardno izdanje | Heaven & Hell – standardno izdanje | Heaven & Hell – standardno izdanje | Heaven & Hell – standardno izdanje | Heaven & Hell – standardno izdanje | Heaven & Hell – standardno izdanje | Heaven & Hell – standardno izdanje |
| Br.                                | Skladba                            | Tekstopisac | Producenti                         | Trajanje                           |                                    |                                    |                                    |                                    |                                    |
| ---------------------------------- | ---------------------------------- | --- | ---------------------------------- | ---------------------------------- | ---------------------------------- | ---------------------------------- | ---------------------------------- | ---------------------------------- | ---------------------------------- |
| 1.                                 | »Heaven«                           | Amanda Ava Koci, Henry Walter                                                                                              | Cirkut                             | 1:46                               |                                    |                                    |                                    |                                    |                                    |
| 2.                                 | »Kings & Queens«                   | Koci, Brett McLaughlin, Madison Love, Walter, Nadir Khayat, Desmond Child, Mimoza Blinson, Hillary Bernstein, Jakke Erixon | Cirkut, RedOne                     | 2:42                               |                                    |                                    |                                    |                                    |                                    |
| 3.                                 | »Naked«                            | Koci, Bonnie McKee, Jessica Malakouti, Walter, Parrish Warrington, Diederik van Elsas                                      | Cirkut, Trackside                  | 3:42                               |                                    |                                    |                                    |                                    |                                    |
| 4.                                 | »Tattoo«                           | Koci, Andreas Haukeland, Elof Loelv, Walter, Charles Puth Jr., Jacob Kasher Hindlin                                        | Cirkut                             | 2:39                               |                                    |                                    |                                    |                                    |                                    |
| 5.                                 | »OMG What's Happening«             | Koci, Sorana Pacurar, Roland Spreckley, Henri Antero Salonen, Walter, Jason Gill                                           | Cirkut, Hank Solo, Gill            | 2:59                               |                                    |                                    |                                    |                                    |                                    |
| 6.                                 | »Call Me Tonight«                  | Koci, Ebba Tove Nilsson, Jakob Jerlstrom, Johan Schuster, Love, Walter                                                     | Cirkut, Shellback, A Strut         | 2:50                               |                                    |                                    |                                    |                                    |                                    |
| 7.                                 | »Born to the Night«                | Koci, Love, Spreckley, Walter, Thomas Eriksen, Peter Schilling                                                             | Cirkut, Earwulf                    | 3:19                               |                                    |                                    |                                    |                                    |                                    |
| 8.                                 | »Torn«                             | Koci, Samuel Denison Martin, James Lavigne, Eriksen, Love, Walter                                                          | Cirkut                             | 3:18                               |                                    |                                    |                                    |                                    |                                    |
| 9.                                 | »Take You to Hell«                 | Koci, Khristian Arenada, Love, Walter, Spreckley, Maria Jane Smith, Victor Thell                                           | Cirkut                             | 2:44                               |                                    |                                    |                                    |                                    |                                    |
| 10.                                | »Who's Laughing Now«               | Koci, Jonnali Parmenius, Linus Wiklund, Måns Wredenberg, Love, Walter                                                      | Cirkut, Lotus IV                   | 3:00                               |                                    |                                    |                                    |                                    |                                    |
| 11.                                | »Belladonna«                       | Koci, Loelv, Walter | Cirkut                             | 3:23                               |                                    |                                    |                                    |                                    |                                    |
| 12.                                | »Rumors«                           | Koci, Pacurar, Jonas Becker, Timofei Crudu, Samuel John Gray, Fridolin Walcher, Christoph "Shuko" Bauss, Love, Walter      | Cirkut, Freedo                     | 3:12                               |                                    |                                    |                                    |                                    |                                    |
| 13.                                | »So Am I«                          | Koci, Gigi Grombacher, Puth Jr., Walter, Spreckley, Smith, Thell                                                           | Cirkut                             | 3:04                               |                                    |                                    |                                    |                                    |                                    |
| 14.                                | »Salt«                             | Koci, Autumn Rowe, Nicole Morier, Love, Walter                                                                             | Cirkut                             | 3:00                               |                                    |                                    |                                    |                                    |                                    |
| 15.                                | »Sweet but Psycho«                 | Koci, Haukeland, William Lobban-Bean, Love, Walter                                                                         | Cirkut                             | 3:07                               |                                    |                                    |                                    |                                    |                                    |
| 44:45                              |                                    | |                                    |                                    |                                    |                                    |                                    |                                    |                                    |

| Heaven & Hell – digitalno reizdanje | Heaven & Hell – digitalno reizdanje | Heaven & Hell – digitalno reizdanje                                     | Heaven & Hell – digitalno reizdanje | Heaven & Hell – digitalno reizdanje | Heaven & Hell – digitalno reizdanje | Heaven & Hell – digitalno reizdanje | Heaven & Hell – digitalno reizdanje | Heaven & Hell – digitalno reizdanje | Heaven & Hell – digitalno reizdanje |
| Br.                                 | Skladba                             | Tekstopisac                                                             | Producenti                          | Trajanje                            |                                     |                                     |                                     |                                     |                                     |
| ----------------------------------- | ----------------------------------- | ----------------------------------------------------------------------- | ----------------------------------- | ----------------------------------- | ----------------------------------- | ----------------------------------- | ----------------------------------- | ----------------------------------- | ----------------------------------- |
| 1.                                  | »My Head & My Heart«                | Koci, Walter, Love, Tia Scola, Eriksen, Aleksey Potekhin, Sergey Zhukov | Cirkut, Jonas Blue, Earwulf         | 2:54                                |                                     |                                     |                                     |                                     |                                     |
| 47:39                               |                                     |                                                                         |                                     |                                     |                                     |                                     |                                     |                                     |                                     |

| Heaven & Hell – japansko izdanje | Heaven & Hell – japansko izdanje     | Heaven & Hell – japansko izdanje                                          | Heaven & Hell – japansko izdanje | Heaven & Hell – japansko izdanje | Heaven & Hell – japansko izdanje | Heaven & Hell – japansko izdanje | Heaven & Hell – japansko izdanje | Heaven & Hell – japansko izdanje | Heaven & Hell – japansko izdanje |
| Br.                              | Skladba                              | Tekstopisac                                                               | Producenti                       | Trajanje                         |                                  |                                  |                                  |                                  |                                  |
| -------------------------------- | ------------------------------------ | ------------------------------------------------------------------------- | -------------------------------- | -------------------------------- | -------------------------------- | -------------------------------- | -------------------------------- | -------------------------------- | -------------------------------- |
| 16.                              | »Kings & Queens« (akustična verzija) | Koci, McLaughlin, Love, Walter, Khayat, Child, Blinson, Bernstein, Erixon | Cirkut, RedOne                   | 3:08                             |                                  |                                  |                                  |                                  |                                  |
| 17.                              | »Not Your Barbie Girl«               | Koci, Love, Walter, Claus Norreen, Søren Rasted                           | Cirkut                           | 3:07                             |                                  |                                  |                                  |                                  |                                  |
| 18.                              | »So Am I«                            | Koci, Grombacher, Puth Jr., Walter, Spreckley, Smith, Thell               | Cirkut                           | 3:04                             |                                  |                                  |                                  |                                  |                                  |
| 19.                              | »Salt«                               | Koci, Rowe, Morier, Love, Walter                                          | Cirkut                           | 3:10                             |                                  |                                  |                                  |                                  |                                  |
| 20.                              | »Sweet but Psycho«                   | Koci, Haukeland, Lobban-Bean, Love, Walter                                | Cirkut                           | 2:59                             |                                  |                                  |                                  |                                  |                                  |
| 62:59                            |                                      |                                                                           |                                  |                                  |                                  |                                  |                                  |                                  |                                  |

### Napomene
- "Heaven" je stilizirano kao "H.E.A.V.E.N".
- "Kings & Queens" interpolira pjesmu "If You Were a Woman (And I Was a Man)" (1986.), koju je napisao Desmond Child, a izvela Bonnie Tyler.[6][42]
- "Born to the Night" interpolira pjesmu "Major Tom (Coming Home)" (1983.), koju je napisao i izveo Peter Schilling.
- Na "So Am I", Charlieju Puthu zasluge se pripisuju pod pseudonimom Martin Sue.
- "My Head & My Heart" dodana je kao bonus pjesma dana 19. studenog 2020 godine. Iinterpolira pjesmu "Around the World (La La La La La)" (2000.), koju su napisali Aleksey Potekhin, Sergey Zhukov, Alex Christensen i Peter Könemann, a izveli ATC.[38]

## Zasluge
Zasluge su navedene prema informacijama iznesenim u knjižici CD-a.

### Glazba
- Amanda Ava Koci – vokali  (sve pjesme)
- Noonie Bao – zbor  (na pjesmi 10)
- Henry Walter – klavijature  (na pjesmama 2, 8, 15)
- Shellback – akustična gitara, bubnjevi, klavijature  (na pjesmi 6)
- A Strut – klavijature  (na pjesmi 6)
- Lotus IV – klavijature  (na pjesmi 10)
- Måns Wredenberg – zviždanje  (na pjesmi 10)

| - Cirkut – produciranje (svih pjesama) - RedOne – produciranje (pjesme 2) - Trackside – produciranje (pjesme 3) - Hank Solo – produciranje (pjesme 5) - Jason Gill – produciranje (pjesme 5) - A Strut – produciranje (pjesme 6) - Shellback – produciranje (pjesme 6) - Earwulf – produciranje (pjesme 7) - Lotus IV – produciranje (pjesme 10) - Fridolin Walcher – izvršni producent (pjesme 12) | - John Hanes – inženjer zvuka (svih pjesama) - Chris Gehringer – mastering (svih pjesama) - Serban Ghenea – miksanje (svih pjesama) - Cirkut – programiranje (svih pjesama) , miksanje (pjesme 14) - RedOne – programiranje (pjesme 2) - Trackside – programiranje (pjesme 3) - A Strut – programiranje (pjesme 6) - Shellback – programiranje (pjesme 6) - Earwulf – programiranje (pjesme 7) - Lotus IV – programiranje (pjesme 10) - Itai Schwartz – inženjer zvuka (pjesme 13) |